# Mihara
Mihara (Japans: 三原市, Mihara-shi) is een stad in de Japanse prefectuur Hiroshima. Begin 2014 telde de stad 97.445 inwoners.

## Geschiedenis
Op 15 november 1936 kreeg Mihara het statuut van stad (shi). In 2005 werden de gemeenten Daiwa (大和町), Kui (久井町) en Hongo (本郷町) toegevoegd aan de stad.

## Partnersteden
- Yugawara, Japan

Steden:
Akitakata · Etajima · Fuchu · Fukuyama · Hatsukaichi · Higashihiroshima · Hiroshima (hoofdstad) · Kure · Mihara · Miyoshi · Onomichi · Otake · Shobara · Takehara

Districten:
Aki · Jinseki · Saeki · Sera · Toyota · Yamagata
Gemeenten per district